# زدرافكو توليمير
زدرافكو توليمير (بالصربية: Здравко Толимир) (ولد في 27 نوفمبر 1948 في غلاموتش، جمهورية البوسنة والهرسك الاشتراكية، جمهورية يوغوسلافيا الاشتراكية الاتحادية - توفي في 9 فبراير 2016 في لاهاي، هولندا) كان قائد عسكري من صرب البوسنة والهرسك ومجرم حرب أدين بارتكاب الإبادة الجماعية والتآمر لارتكاب الإبادة الجماعية والإبادة والقتل والاضطهاد على أسس عرقية والترحيل القسري. كان توليمير قائد لجيش جمهورية صرب البوسنة خلال حرب البوسنة والهرسك. كان مساعد قائد المخابرات والأمن في جيش صرب البوسنة والهرسك وكان مسؤول مباشرة أمام القائد العام راتكو ملاديتش.
توفي وهو يقضي عقوبة بالسجن المؤبد لارتكابه جرائم حرب في سجن شيفينينغن في عام 2016.

## النشأة
ولد توليمير في غلاموتش في البوسنة والهرسك التي كانت جزء من يوغوسلافيا في ذلك الوقت.

## حرب البوسنة والهرسك
وفقا للائحة الاتهام الصادرة عن المحكمة الجنائية الدولية ليوغوسلافيا السابقة كان توليمير على علم بالبرنامج الذي يهدف إلى طرد البوسنيين من سريبرينيتشا وسيبا وقد شارك عن طيب خاطر في المشروع. في 9 يوليو 1995 عندما أصدر الرئيس رادوفان كاراديتش أمر بالاستيلاء على سريبرينيتشا تم تمرير الأمر مباشرة عبر توليمير. في سيبا زُعم أن توليمير أبلغ البوشناق بأنهم أو صرب البوسنة والهرسك سيشنون عملية عسكرية.
في 21 يوليو 1995 أرسل توليمير تقرير إلى الجنرال رادومير ميليتش القائم بأعمال رئيس الأركان العامة لجيش صرب البوسنة والهرسك طالبا فيه المساعدة في سحق بعض معاقل الجيش البوسني وأعرب عن رأيه بأن «أفضل طريقة للقيام بذلك هي لاستخدام الأسلحة الكيماوية». في التقرير نفسه ذهب توليمير إلى أبعد من ذلك واقترح ضربات كيميائية ضد مجموعات من اللاجئين من النساء والأطفال وكبار السن الذين يغادرون سيبا لأن ذلك من شأنه أن «يجبر المقاتلين المسلمين على الاستسلام بسرعة» في رأيه.

## القبض عليه ومحاكمته
في 31 مايو 2007 تم اعتقال توليمير من قبل السلطات في البوسنة والهرسك بعد أن ظل هاربا لمدة عامين. كان توليمير قد تفاوض مع الحكومة الصربية بشأن استسلامه لمحكمة لاهاي. تم تسليمه إلى أفراد الناتو في مطار بانيا لوكا في 31 مايو 2007 بعد القبض عليه في صربيا.

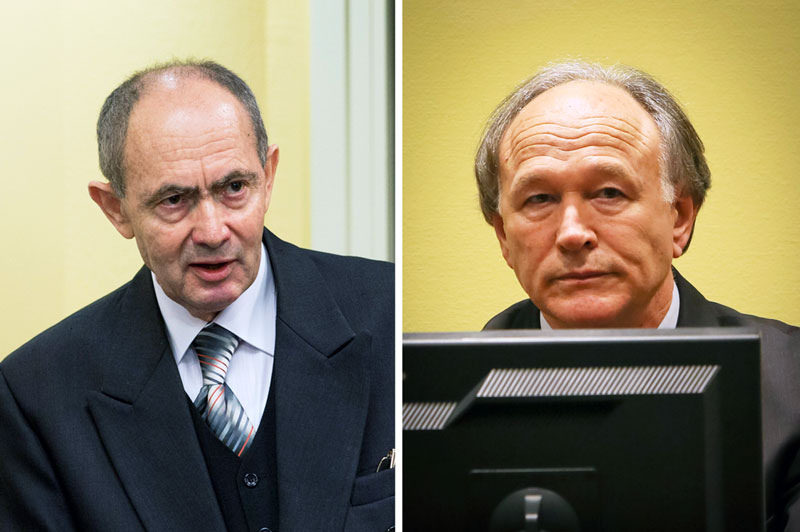
توليمير وفلاستيمير دورديفيتش في لاهاي.

قرأ أحد ممثلي المحكمة الجنائية الدولية ليوغوسلافيا السابقة لائحة الاتهام الصادرة عن المحكمة الجنائية الدولية ليوغوسلافيا السابقة رسميا بينما كان لا يزال في بانيا لوكا ثم اعتقلته قوات الناتو رسميا واقتادته إلى قاعدة الناتو في سراييفو. جلبته قوات الناتو إلى روتردام في الأول من يونيو 2007 وسلمت احتجازه إلى المحكمة التي جلبته إلى لاهاي في نفس اليوم. ووجهت إليه تهم بارتكاب جرائم ضد الإنسانية والإبادة الجماعية وجرائم الحرب لتورطه في الإبادة الجماعية في سريبرينيتشا وقتل السجناء البوسنيين المحتجزين مؤقتا في منطقتي براتوناك وزفورنيك بعد انتصار القوات الصربية في سريبرينيتشا. تزعم لائحة الاتهام أن توليمير أشرف على مفرزة جيش جمهورية صرب البوسنة التي أعدمت أكثر من 1700 رجل وصبي في مزرعة برانجيفو العسكرية ومركز بيليكا الثقافي.
في 5 أكتوبر 2007 أعلن سجل المحكمة الجنائية الدولية ليوغوسلافيا السابقة تقييمهم لصحة توليمير بأنها «خطيرة وهشة ومثيرة للقلق للغاية» وأن توليمير كان يرفض علاج ضغط الدم بسبب تمدد الأوعية الدموية في الدماغ غير صالح للعمل. وكان قد صرح سابقا أنه يخطط لتمثيل نفسه أثناء المحاكمة.
في 12 ديسمبر 2012 أدين توليمير بستة من ثماني تهم. الإبادة الجماعية والتآمر لارتكاب الإبادة الجماعية والإبادة والقتل والاضطهاد لأسباب عرقية والتهجير القسري. وحكمت عليه الغرفة بالسجن المؤبد. في 8 أبريل 2015 أكدت المحكمة الجنائية الدولية ليوغوسلافيا السابقة حكمه بالسجن مدى الحياة.

## الوفاة
توفي توليمير في سجن شيفينينغن في 8 فبراير 2016 لأسباب طبيعية أثناء انتظار نقله إلى دولة يقضي فيها عقوبته.